# Orveau
Orveau là một xã ở tỉnh Essonne thuộc vùng Île-de-France miền bắc nước Pháp.
Theo điều tra dân số năm 1999, dân số xã này là 183 người. Ước tính dân số năm 2005 là 198.
Danh xưng cư dân địa phương Orveau trong tiếng Pháp là Orvallois.